# Ист Насо (Њујорк)
Ист Насо (енгл. East Nassau) град је у америчкој савезној држави Њујорк.

## Демографија
По попису из 2010. године број становника је 587, што је 16 (2,8%) становника више него 2000. године.
| Група             | 2000.       | 2010.       |
| Белци             | 549 (96,1%) | 547 (93,2%) |
| Афроамериканци    | 5 (0,9%)    | 10 (1,7%)   |
| Азијати           | 9 (1,6%)    | 8 (1,4%)    |
| Хиспаноамериканци | 5 (0,9%)    | 14 (2,4%)   |
| Укупно            | 571         | 587         |